# Ruben Garfias
Edgar Ruben Garfias (Tennessee, Estados Unidos; 23 de julio de 1960) es un actor de televisión y cine estadounidense.Interpretó a Luis Gotaro en Brooklyn Nine-Nine y a Ricardo Magallanes como actor invitado en The Good Doctor, y dobló la voz de Héctor Casagrande en la serie animada de Nickelodeon Los Casagrande.

## Carrera
En 2001 protagonizó la película The Barrio Murders con Noel Guglielmi y Nena Quiroz
Como actor, Garfias ha interpretado el papel de Rafa en la película Ladrón que roba a ladrón con Fernando Colunga, Miguel Varoni, Gabriel Soto, Ivonne Montero y Óscar Torre.
En 2008 interpretó al presidente Klaus en la película Superagente 86: Bruce y Lloyd fuera de Control
Después vuelve a interpretar el señor Suárez en El juego perfecto.
También participó una película de terror Insidious: Chapter 3 como Ernesto.
Luego participó en series como The Good Doctor, El mentalista, Mentes criminales, The Terror, Brooklyn Nine-Nine y Rosewood.
En 2017 apareció como actuación especial de la serie Grey's Anatomy de temporada 14 episodio 21 como Bob.
En 2019 debutó como la voz de Héctor Casagrande en Los Casagrande, una serie animada de Nickelodeon.
En 2021 se unió el elenco de la película Paradise Cove como el interpretante Sheriff Garcia.

## Películas[3]
2015
Los Ladrones 
Rafa

| Cine | Cine                                          | Cine                      | Cine |
| Año  | Título                                        | Personaje                 |      |
| ---- | --------------------------------------------- | ------------------------- | ---- |
| 2021 | Domino: Battle of the Bones                   | Mr.Inés                   |      |
| 2021 | Paradise Cove                                 | Sheriff García            |      |
| 2018 | Verdad o reto                                 | Priest                    |      |
| 2016 | Insidious: Chapter 3                          | Ernesto                   |      |
| 2014 | Naughty & Nice                                | Jimmy                     |      |
| 2013 | The Cheating Pact                             | Principal González        |      |
| 2011 | Rampart                                       | El guardia de la farmacia |      |
| 2010 | El juego perfecto                             | El señor Suárez           |      |
| 2009 | Hotel para perros                             |                           |      |
| 2008 | Superagente 86:Bruce y Lloyd fuera de control | El presidente             |      |
| 2007 | License to Wed                                | Entrenador                |      |
| 2007 | Redrum                                        | Detective                 |      |
| 2007 | Ladrón que roba a ladrón                      | Rafa                      |      |
| 2007 | Itty Bitty Titty Committee                    | Sam                       |      |
| 2003 | Hunting of Man                                | Tío Bert                  |      |
| 2001 | The Barrio Murderts                           | Caco                      |      |
| 1987 | Dragnet                                       | Tough #2                  |      |

## Televisión
| Televisión | Televisión           | Televisión               | Televisión | Televisión                |
| Año        | Título               | Personaje                | Episodios  | País                      |
| ---------- | -------------------- | ------------------------ | ---------- | ------------------------- |
| 2018       | The Terror           | Bart Ojeda               | 2          | Bandera de Estados Unidos |
| 2017       | Grey's Anatomy       | Bob                      | T:14 E:21  | Bandera de Estados Unidos |
| 2017       | The Good Doctor      | Ricardo Magallanes       | 1          | Bandera de Estados Unidos |
| 2015       | Rosewood             | Carlos Santiago          | 2          | Bandera de Estados Unidos |
| 2015       | Stitchers            | Frank Parsons            | 1          | Bandera de Estados Unidos |
| 2015       | East los high        | Hernan Aguilar           | 3          | Bandera de Estados Unidos |
| 2014-2019  | Los Casagrande       | Voz de Héctor Casagrande | 50         | Bandera de Estados Unidos |
| 2013       | Brooklyn Nine-Nine   | Luis Gotaro              | T:3 E:13   | Bandera de Estados Unidos |
| 2010       | Pretty Little Liars  | Cop                      | 2          | Bandera de Estados Unidos |
| 2008       | El Mentalista        | Mendoza                  | 1          | Bandera de Estados Unidos |
| 2007       | Chuck                | Juan                     | 1          | Bandera de Estados Unidos |
| 2006       | Brothers and Sisters | Henry Martínez           | 1          | Bandera de Estados Unidos |
| 2005       | Mentes Criminales    | Jorge Santos             | 1          | Bandera de Estados Unidos |
| 2005       | Medium               | Pawn Shop Owner          | 1          | Bandera de Canadá         |
| 2002       | Sin Rastro           | Rol                      | 1          | Bandera de Jamaica        |
| 2001       | Crossing Jordan      | Manny Hernández          | 1          | Bandera de Estados Unidos |